# Marathon van Houston 1999
De Marathon van Houston 1999 (ook wel Methodist Health Care Houston) vond plaats op zondag 17 januari 1999. Het was de 27e editie van deze marathon.
De marathon werd bij de mannen net als vorig jaar gewonnen door de Keniaan Stephen Ndungu. Hij finishte ditmaal in 2:14.56 en won hiermee $ 25.000 aan prijzengeld. Bij de vrouwen was de Oekraïense Tatyana Pozdniakova het snelste. Zij won de wedstrijd in 2:33.23.
In totaal finishten er 4369 lopers de wedstrijd waarvan 1356 vrouwen.

## Uitslagen

### Mannen
| rang   | naam             | land | tijd    |
| ------ | ---------------- | ---- | ------- |
| Goud   | Stephen Ndungu   | KEN  | 2:14.56 |
| Zilver | Samson Maritim   | KEN  | 2:15.05 |
| Brons  | Gideon Mutisya   | KEN  | 2:15.14 |
| 4      | Shaun Creighton  | AUS  | 2:15.30 |
| 5      | Bedaso Turbe     | ETH  | 2:15.56 |
| 6      | Julius Randich   | KEN  | 2:17.01 |
| 7      | Zacharia Kunyiha | KEN  | 2:19.25 |
| 8      | Reuben Chesang   | KEN  | 2:19.25 |
| 9      | Keith Dowling    | USA  | 2:19.44 |
| 10     | Andrey Kuznetzov | RUS  | 2:19.56 |
| 11     | Michael Mykytok  | USA  | 2:20.20 |
| 12     | Juan Figueroa    | MEX  | 2:22.53 |
| 13     | Jacob Kirwa      | KEN  | 2:23.39 |
| 14     | Vasilios Zabelis | GRE  | 2:23.58 |
| 15     | Alvaro Zapata    | MEX  | 2:24.47 |
| 17     | Michael Slinskey | USA  | 2:29.02 |
| 18     | Sam Ngatia       | KEN  | 2:29.34 |

### Vrouwen
| rang   | naam                | land | tijd    |
| ------ | ------------------- | ---- | ------- |
| Goud   | Tatyana Pozdniakova | UKR  | 2:33.23 |
| Zilver | Zinaida Semyonova   | RUS  | 2:36.23 |
| Brons  | Elfenesh Alemu      | ETH  | 2:37.05 |
| 4      | Gitte Karlshøj      | DEN  | 2:38.25 |
| 5      | Alla Zhilyayeva     | RUS  | 2:41.16 |
| 6      | Tatyana Maslova     | RUS  | 2:41.47 |
| 7      | Marie Boyd          | USA  | 2:43.33 |
| 8      | Tatyana Titova      | RUS  | 2:44.09 |
| 9      | Stephanie Andrews   | CAN  | 2:44.51 |
| 10     | Donna Levy          | CAN  | 2:47.25 |
| 11     | Josie Edwards       | USA  | 2:48.30 |
| 12     | Wendy Nelson        | USA  | 2:49.13 |
| 13     | Irina Bondarchuk    | RUS  | 2:49.19 |
| 14     | Susan Molloy        | USA  | 2:49.28 |
| 15     | Catherine Feeney    | USA  | 2:51.10 |
| 16     | Lee Dipietro        | USA  | 2:51.55 |
| 17     | Patty Valadka       | USA  | 2:53.18 |
| 18     | Shauna Whitmer      | USA  | 2:53.31 |
| 20     | Laura Drake         | USA  | 2:55.29 |
| 22     | Christy Phillips    | USA  | 2:56.09 |
| 23     | Gillian Horovitz    | ENG  | 2:56.32 |
| 24     | Patti Shull         | USA  | 2:58.32 |
| 25     | Mary Burns          | USA  | 2:59.11 |

1972 ·
1973 ·
1974  ·
1975 ·
1976 ·
1977 ·
1978 ·
1979 ·
1980 ·
1981 ·
1982 ·
1983 ·
1984 ·
1985 ·
1986 ·
1987 ·
1988 ·
1989 ·
1990 ·
1991 ·
1992 ·
1993 ·
1994 ·
1995 ·
1996 ·
1997 ·
1998 ·
1999 ·
2000 ·
2001 ·
2002 ·
2003 ·
2004 ·
2005 ·
2006 ·
2007 ·
2008 ·
2009 ·
2010 ·
2011 ·
2012 ·
2013 ·
2014 ·
2015 ·
2016 ·
2017